# Ella Briggs
Ella Briggs (născută Baumfeld; n. 5 martie 1880, Viena, Austro-Ungaria – d. 20 iunie 1977, Greater London, Anglia, Regatul Unit) a fost o arhitectă austriacă.

## Biografie
Ella Baumfeld s-a născut la Viena pe data de 5 martie 1880, ca fiica a unui avocat.Cum femeile nu aveau voie să studieze arhitectura în perioada Imperiului German, a studiat la școala de pictură de la Wiener Frauenerwerbsvereines avându-l profesor pe Adalbert Tyrrell și mai târziu la Școala de Arte Aplicate din Viena (Kunstgewerbeschule).
Ella Baumfeld a călătorit în Statele Unite în anul 1903. În 1904 a fost medaliată în cadrul evenimentului Expozițional Louisiana în St. Louis, Missouri. 
În 1907, s-a căsătorit cu avocatul Walter J. Briggs în New York; au divorțat în anul 1912. 
În jurul anului 1910 și-a construit reputația de designer de interior, după ce a decorat mai multe camere pentru Teatrul German din New York situat la întersecția străzilor 59 și Madison. Ella Briggs, de asemenea, a mobilat și decorat clădirea New York Press Club alături de Carroll Mercer. Revista The New York Architect a lăudat ambele creații de tapet și frize ștanțate, precum și schema de culori, scriind despre aceasta că a "adaptat principiile moderne de culoare, armonie, simplitate, sinceritate, aplicând materialul și confortul pe gustul stilului american."
Din 1916 până în 1918, a fost student invitat în cadrul cursurilor de desen la Technical Building School . 
În 1919 a studiat inginerie structurală la Staatsgewerbeschule în Salzburg. A urmat o perioadă de doi ani de studii alături de arhitectul German Theodor Fischer la Technische Universität München.

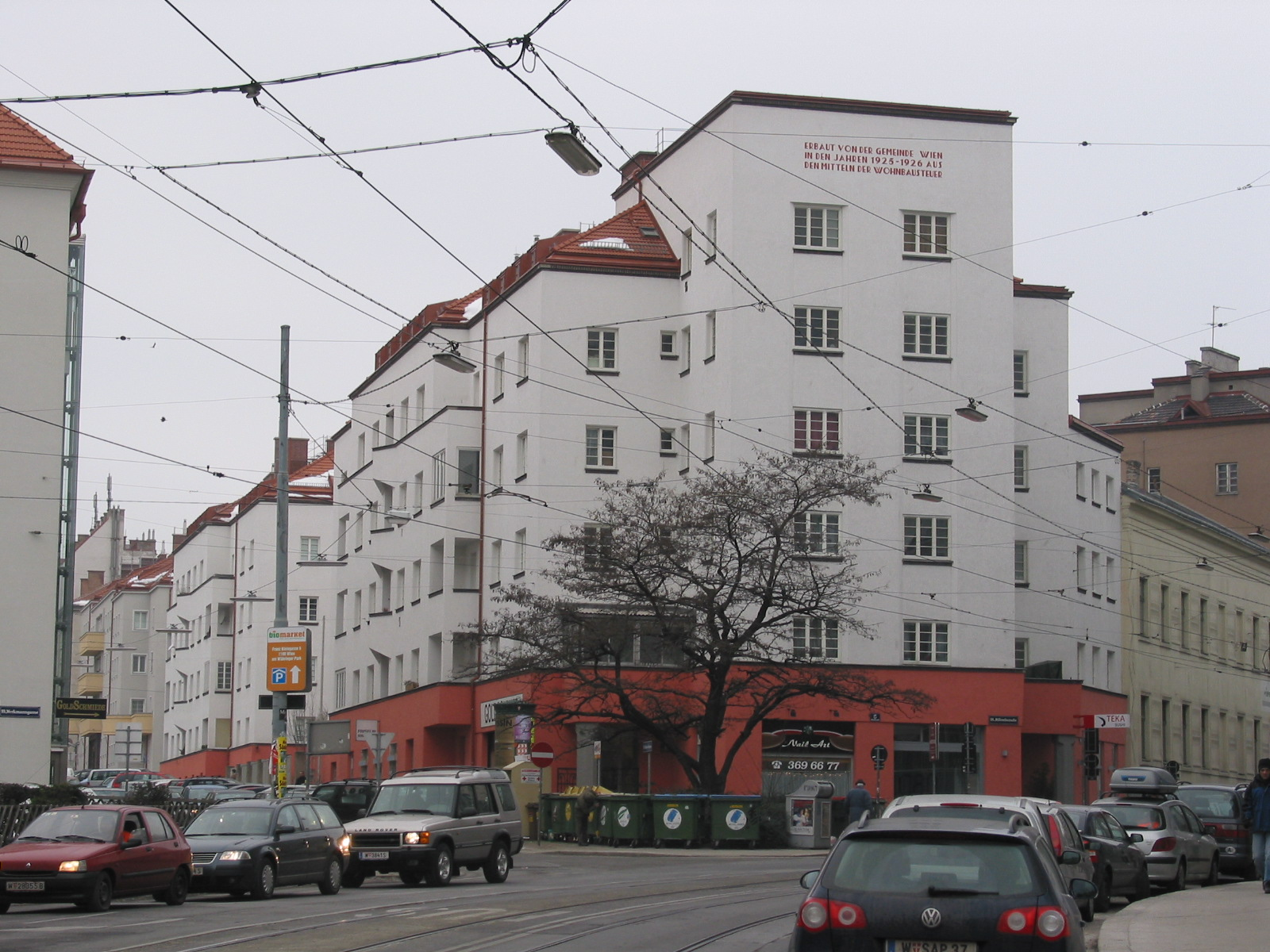
Pestalozzi-Hof

În 1920 Ella Briggs a plecat în Statele Unite, unde a lucrat în New York și Philadelphia. 
A avut publicații în diverse reviste. 
Desenele realizate în Statele Unite sunt păstrate la muzeul Viena Künstlerhaus. 
În 1921 a devenit prima femeie membru al Österreichischer Ingenieur und Architekten-Verein (Asociația Inginerilor si Arhitecților Austrieci). 
În plus, ea a fost prima femeie arhitect autorizată să profeseze în Austria. După întoarcerea la Viena, a proiectat clădirea Pestalozzi-Hof și ulterior Ledigenheim. 
Ea a fost una din cele două femei (alături de Margarete Schütte-Lihotzky), care a candidat pentru consiliul orașului Viena, în perioada interbelică.
Din 1930 până în 1933 a locuit la Berlin, unde a proiectat diferite clădiri printre care și clădiri rezidențiale. De origine evreiască, a fugit la Viena pentru a evita perioada nazistă. În 1936 a emigrat în Anglia, fără a deține un permis de muncă. Curând după aceea, a realizat un proiect pentru un ansamblu rezidențial în Enfield. În 1947 și-a obținut cetățenia Britanică. A deschis un birou de arhitectură la Londra, unde a lucrat pentru tot restul vieții. Ella Briggs a murit la Londra pe 20 iunie 1977.

## Lucrări
- Pestalozzi-Hof în Wien-Döbling (XIX. Bezirk), Philippovichgasse 2-4, 1925/1926
- Wohnhausanlage în Berlin-Mariendorf, Rathausstraße 81-83b / Königstrasse 42-43, 1930